# TRP Heavyweight Championship
Il TRP Heavyweight Championship è il massimo alloro della Top Rope Promotions.

## Albo d'oro
| Wrestler                            | Regno | Data            | Luogo       | Note                                                                                 |
| ----------------------------------- | ----- | --------------- | ----------- | ------------------------------------------------------------------------------------ |
| Jay Jaillet                         | 1     | 1º gennaio 2006 | New Bedford | Vincendo una Battle Royal.                                                           |
| Scott Ashworth                      | 1     | 24 marzo 2006   | Fall River  |                                                                                      |
| Jay Jaillet                         | 2     | 1º aprile 2006  | New Bedford |                                                                                      |
| Joe Chece                           | 1     | 2 aprile 2005   | Swansea     |                                                                                      |
| Jay Jaillet                         | 3     | 28 luglio 2006  | Fall River  | In un Fatal 4-Way che includeva anche Brickhouse Baker e Johnny Angel.               |
| Rick Fuller                         | 1     | 6 aprile 2007   | Fall River  | In un Triple Treath Match che includeva anche Jerry Lynn.                            |
| Justin Credible                     | 1     | 27 luglio 2007  | Fall River  |                                                                                      |
| Titolo vacante nel dicembre 2007.   |       |                 |             |                                                                                      |
| Johnny Angel                        | 1     | 4 gennaio 2008  | Fall River  | Vincendo una 31 Man Spindle Rumble Match.                                            |
| Eddie Edwards                       | 1     | 5 dicembre 2008 | Fall River  |                                                                                      |
| Titolo vacante il giorno stesso.    |       |                 |             |                                                                                      |
| Steven Richards                     | 1     | 20 marzo 2009   | Fall River  | Sconfiggendo Mike Bennett.                                                           |
| Mike Bennett                        | 1     | 4 aprile 2009   | Bellingham  |                                                                                      |
| J Freddie                           | 1     | 9 aprile 2010   | Fall River  |                                                                                      |
| Jason Blade                         | 1     | 9 aprile 2010   | Fall River  | La sera stessa, Blade sfidò Freddie per il titolo ma lo rese immediatamente vacante. |
| Titolo reso immediatamente vacante. |       |                 |             |                                                                                      |
| J Freddie                           | 2     | 4 giugno 2010   | Fall River  | Sconfiggendo Mike Bennett e Spike Dudley in un Triple Treath Match.                  |
| Spike Dudley                        | 1     | 6 agosto 2010   | Fall River  |                                                                                      |
| Titolo reso vacante.                |       |                 |             |                                                                                      |
| Tommaso Ciampa                      | 1     | 3 dicembre 2010 | Fall River  | In una Spindy Rumble a 20 uomini.                                                    |
| Matt Taven                          | 1     | 5 agosto 2011   | Fall River  | In uno Street Fight Match.                                                           |
| Matt Magnum                         | 1     | 6 aprile 2012   | Fall River  |                                                                                      |
| Matt Taven                          | 2     | 8 giugno 2012   | Fall River  |                                                                                      |
| Biff Busick                         | 1     | 14 luglio 2012  | New Bedford |                                                                                      |